# Хервартов
Хервартов (слч. Hervartov) насељено је мјесто са административним статусом сеоске општине (слч. obec) у округу Бардјејов, у Прешовском крају, Словачка Република.

## Становништво
| Година:    | 1994. | 2004.   | 2014.   | 2024.   |
| ---------- | ----- | ------- | ------- | ------- |
| Број људи: | 495   | 507     | 494     | 518     |
| Разлика:   |       | +2,42 % | -2,56 % | +4,85 % |

| Година:    | 2023. | 2024.   |
| ---------- | ----- | ------- |
| Број људи: | 524   | 518     |
| Разлика:   |       | -1,14 % |

Према подацима о броју становника из 2024. године насеље је имало 518 становника.